# Proyecto Walden Woods
El Proyecto Walden Woods (Walden Woods Project o WWP, en inglés) es una organización sin ánimo de lucro con sede en Lincoln, Massachusetts, Estados Unidos, dedicada a promover el legado de Henry David Thoreau y a la preservación de los bosques de Walden. Fue fundada en 1990 por el artista Don Henley para evitar dos proyectos de desarrollo en Walden Woods, el bosque en torno al lago Walden que se extiende por Lincoln y Concord. Su objetivo original se ha ampliado desde la conservación hacia la investigación y la educación en torno a las obras de Henry David Thoreau. En 1998, se fundó el Instituto Thoreau de Walden Woods como parte del Proyecto; hoy en día su biblioteca alberga una colección de recursos relacionados con Thoreau.

## Historia

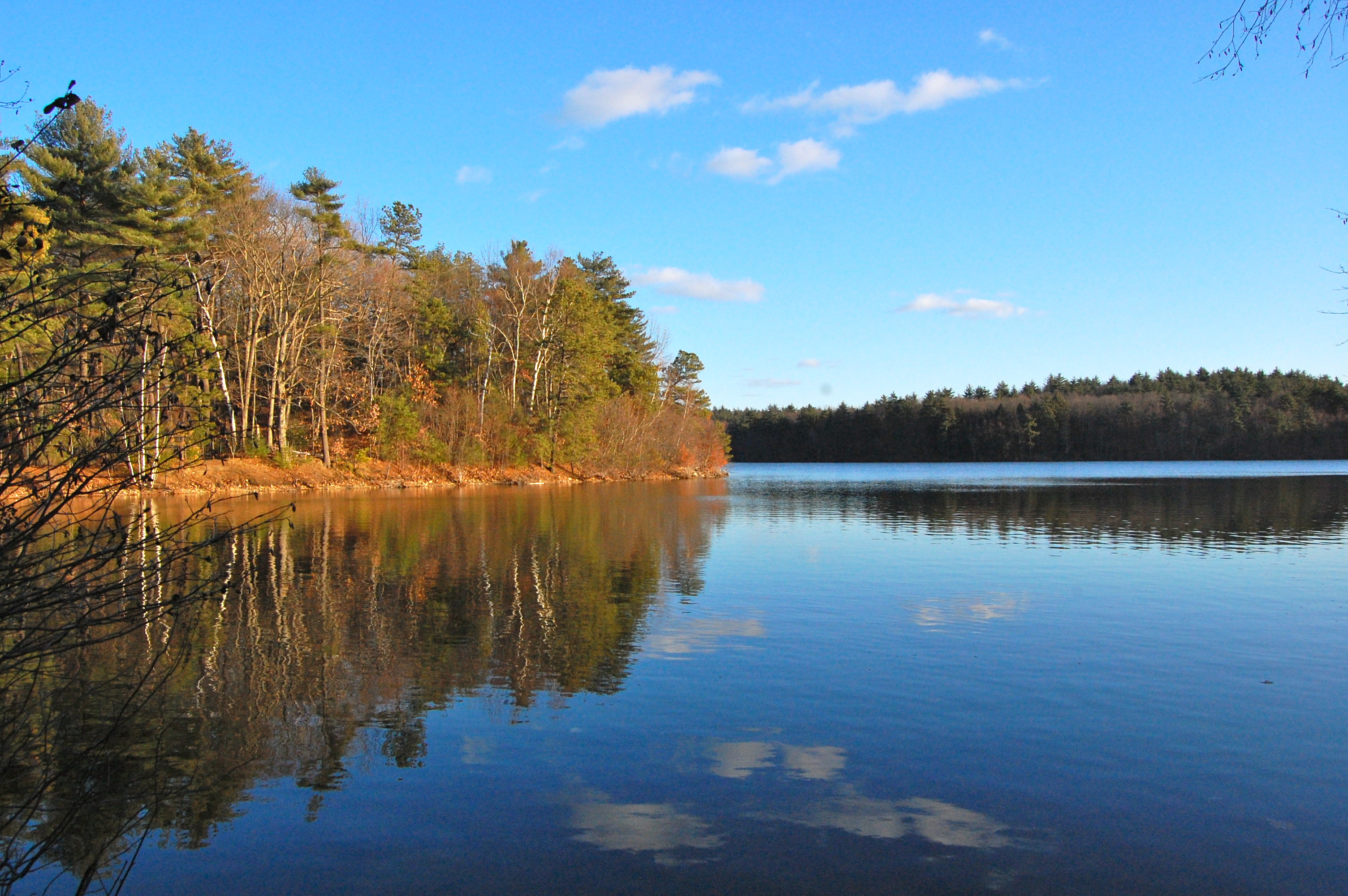
Lago Walden

En 1989, dos proyectos de desarrollo se plantearon para Walden Woods en Bear Garden Hill y Brister’s Hill, lo que condujo a los organizadores comunitarios locales a oponerse a dicho plan. Don Henley, que recibió la influencia de los escritos de Throeau en su etapa escolar, se ofreció para apoyar el movimiento de oposición. En 1990, fundó el Proyecto Walden Woods, que finalmente compró tanto los terrenos propuestos para los planes de desarrollo como otros terrenos anejos. El primero de los terrenos, de unos 25 acres y ubicado en Bear Garden Hill, se compró en enero de 1991 con un coste de 3,55 millones de dólares. Otros 25 acres en Boiling Spring se compraron por 1,25 millones de dólares en abril de 1992, un terreno de 18,6 acres en Brister’s Hill se adquirió por 3,5 millones en mayo de 1993, 18 acres en Pine Hill en julio de 1994 por 1,2 millones y, finalmente, otros 10 acres en Fair Haven Hill por 900.000 dólares en diciembre de 1995. Los terrenos adquiridos para su preservación totalizaron 96 acres en los años noventa. Más tarde, se adquirieron mediante donación 41 acres de tierra a lo largo del río Sudbury, y se compraron otros terrenos adicionales, como los terrenos de la Casa Adams. Posteriormente se diseñó un recorrido senderista interpretativo en Brister's hill, donde se destacaban citas de Thoreau y de personajes a los que influyó con su obra.
Para ayudar a cubrir el costo del proyecto, Henley organizó una serie de conciertos benéficos, en los que participaron artistas como Elton John, Aerosmith, Melissa Etheridge, Sting, Jimmy Buffett, John Fogerty, Neil Young, Roger Waters, entre otros, y también donó parte de las ganancias procedentes de la gira y de la venta del álbum Hell Freezes Over de los Eagles. En 1992, Henley inició la grabación de un álbum benéfico, Common Thread: The Songs of the Eagles, publicado en 1993 para recaudar fondos para el proyecto. Gracias a estas y otras varias iniciativas para recaudar fondos, entre las que se incluyen la venta de camisetas y del libro Heaven Is Under Our Feet, se alcanzó la cifra de 15 millones de dólares en 1996, sumando 22 millones en total.
La organización se comprometió a encontrar una nueva ubicación para el plan de desarrollo residencial previsto. Posteriormente, costearon la estimación y evaluación ambiental de unos terrenos de 12 acres en Concord West, que fueron transferidos a la Corporación para el Desarrollo de Viviendas de Concord (Concord Housing Development Corporation). La sede del proyecto se trasladó de Boston a Lincoln, Massachusetts, en 1997, y en 1998 se inauguró oficialmente el Instituto Thoreau. Hoy, la WWP gestiona aproximadamente 170 acres de terreno en Walden Woods.

## Educación
El Proyecto Walden Woods desarrolla una serie de programas educativos para estudiantes, educadores y público en general. El WWP alberga tanto talleres educativos presenciales como sesiones en línea a través de Skype con el conservador del Instituto Thoreau, Jeffrey S. Cramer. Además, organiza un concurso de redacción para estudantes titulado "Vivir deliberadamente" (Live Deliberately). Desde 2003, el WWP viene ofreciendo un curso anual de desarrollo profesional para educadores de secundaria titulado "Acercamiento a Walden" (Approaching Walden).